# Harttia carvalhoi
Harttia carvalhoi är en fiskart som beskrevs av Miranda Ribeiro, 1939. Harttia carvalhoi ingår i släktet Harttia och familjen Loricariidae. Inga underarter finns listade i Catalogue of Life.